# Grube Wilhelmine (Freusburg)
Die Grube Wilhelmine (auch Vereinigte Wilhelmine) war ein Bergwerk in der Gemarkung des Kirchener Ortsteils Freusburg unterhalb der gleichnamigen Burg in Rheinland-Pfalz.

## Geschichte
Ab 1755 wurde Erz gefördert. 1871 wurde der Heinrichstollen angelegt. 1863 konsolidierte die Grube mit der Grube Hymensgarten. 1872 erwarb der Bochumer Verein die Grube. 1882 wurden 12.673 t Erz gewonnen. 1896 wurde ein Schacht angelegt, der ab 1899 in die Tiefe getrieben wurde. Er hatte eine Größe von 3,7 × 3,2 m und eine Teufe von 794,9 m nach der Stilllegung wurde er nur teils verfüllt. 1905 bekam die Grube den Gleisanschluss Christeley. 400 Belegschaftsmitglieder waren beschäftigt. 1907 übernahm der Mannesmann-Konzern die Grube. Am 22. Januar 1928 brach der Schacht, daraufhin wurde die Grube stillgelegt und 160 Bergleute verloren ihren Arbeitsplatz. Seit 1961 diente der Heinrichstollen der Trinkwasserversorgung. Nach dem Anschluss der Gemeinde Kirchen an die Wasserversorgung des Kreises Altenkirchen wurde der Heinrichstollen nicht mehr genutzt und 2011 endgültig außer Betrieb genommen und im vorderen Bereich verfüllt.

## Konsolidationen

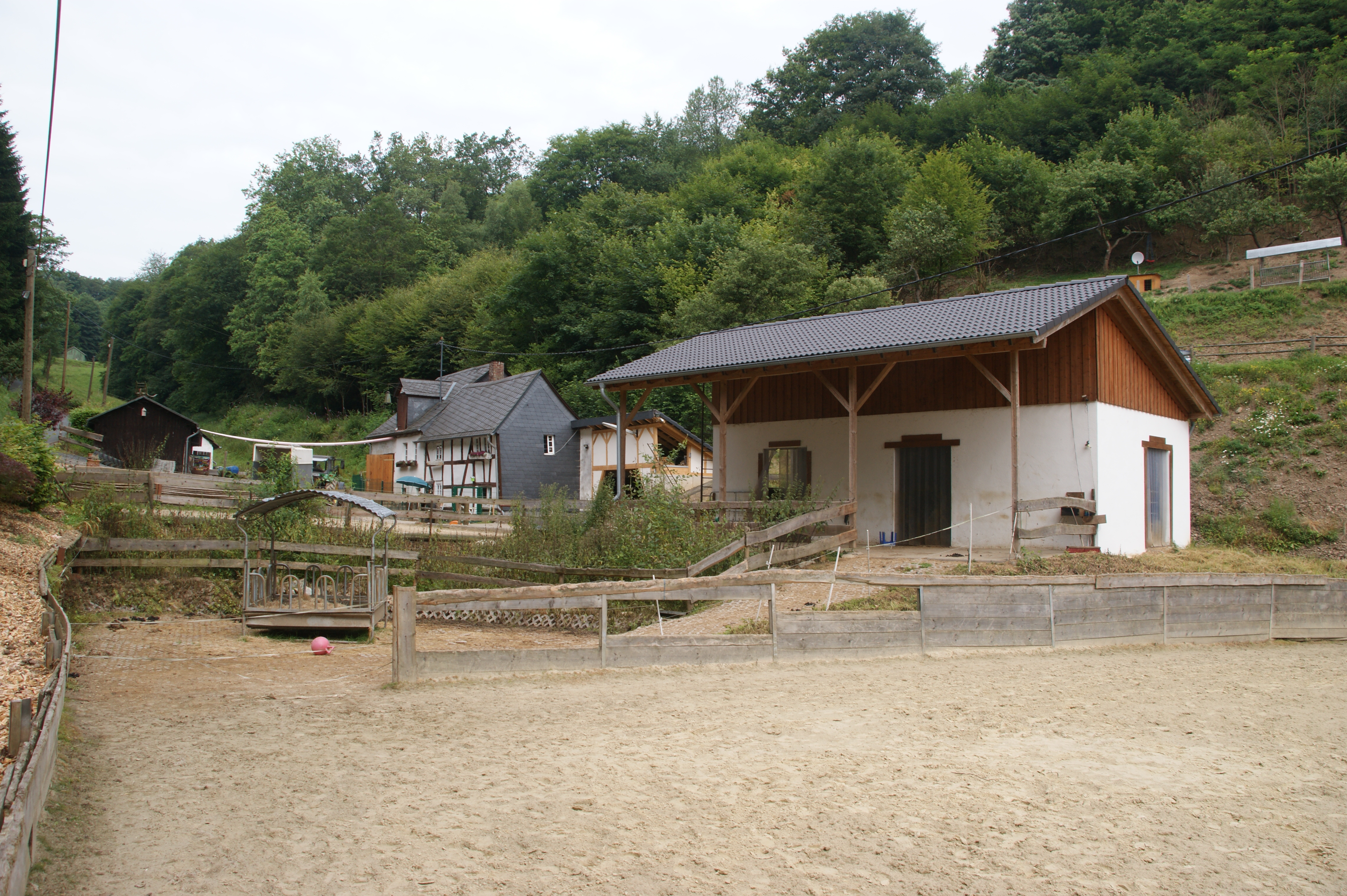
Hymensgarten

- Freudenquelle: Lag in den Bezirken der Orte Freusburg und Wehbach und wurde 1867 erstverliehen.
- Hymensgarten: Erstverleihung 1749, neu 1761, 1763 wurde ein Stollen angelegt und konsolidierte um 1860 mit Wilhelmine zu Wilhelmine-Hymensgarten.
- Wüstseifen: In den Orten Hahnhof und Niederfischbach, die Förderung wurde 1880 eingestellt und wieder aufgenommen. Endgültig wurde sie 1928 stillgelegt. Der Stollen Wüstseifen war der Förderstollen, Tiefbau wurde ab 1873 betrieben, der Schacht hatte eine Größe von 3,48 × 1,1 m.